# Mark Murphy
Mark Murphy (Syracuse, 1932. március 14. – Lillian Booth Actors Home, 2015. október 22.) amerikai dzsesszénekes.

## Pályakép
A New York állambeli Syracuse városban született. 
Hatszor jelölték Grammy-díjra  (1959–1997 között), a Down Beat magazin olvasói pedig többször szavazták meg a legjobb férfi énekesnek.
Idősebb korában a New Jersey állambeli Englewoodban, az idős színészek otthonában élt, itt hunyt el 2015-ben.

## Lemezek
- 1956 Meet Mark Murphy
- 1957 Let Yourself Go
- 1959 This Could Be the Start of Something
- 1960 Mark Murphy's Hip Parade
- 1960 Playing the Field
- 1961 Rah!
- 1962 That's How I Love the Blues!
- 1965 Swingin' Singin' Affair
- 1966 Who Can I Turn To & 11 Other Great Standards
- 1968 Midnight Mood
- 1970 This Must Be Earth
- 1972 Bridging a Gap
- 1973 Mark II
- 1975 Mark Murphy Sings...On the Red Clay, Naima and Other Great Songs
- 1977 Mark Murphy Sings Mostly Dorothy Fields & Cy Coleman
- 1978 Stolen Moments
- 1979 Satisfaction Guaranteed
- 1981 Bop for Kerouac
- 1982 The Artistry of Mark Murphy
- 1983 Brazil Song
- 1983 Mark Murphy Sings the Nat King Cole Songbook, Volume One
- 1983 Mark Murphy Sings Nat's Choice: The Nat King Cole Songbook, Volume Two
- 1984 Living Room
- 1986 Beauty and the Beast
- 1986 Kerouac, Then and Now
- 1987 Night Mood: The Music of Ivan Lins
- 1988 September Ballads
- 1990 What a Way to Go
- 1991 I'll Close My Eyes
- 1991 One for Junior
- 1993 Very Early
- 1993 Just Jazz
- 1995 The Dream
- 1996 Shadows
- 1996 North Sea Jazz Sessions, Volume 5
- 1997 Song for the Geese
- 1999 Some Time Ago
- 2000 The Latin Porter
- 2000 Links (HighNote)
- 2001 Lucky to Be Me
- 2003 Memories of You: Remembering Joe Williams
- 2004 Bop for Miles
- 2004 Dim the Lights
- 2005 Once to Every Heart
- 2006 Love Is What Stays
- 2010 Never Let Me Go
- 2013 A Beautiful Friendship: Remembering Shirley Horn
- 2013 Another Vision
- 2016  Live In Athens, Greece
- 2016  Live In Italy 2001
- 2017  Wild And Free: Live at the Keystone Korner

## További információ
- Mark Murphy az Internet Movie Database-ben (angolul)